# Curran (Wisconsin)
Curran è un comune degli Stati Uniti, situato in Wisconsin, nella Contea di Jackson.